# Baby Bash
Baby Bash, inizialmente Baby Beesh, pseudonimo di Ronald Ray Bryant (Vallejo, 18 ottobre 1975), è un rapper statunitense.

## Biografia

### Infanzia e formazione
Baby Bash è in parte latinoamericano. La madre era infatti del Messico, figlia del boss del cartello della droga messicano, e il padre era anglo-americano: entrambi erano fruitori abituali di eroina, indiscriminatamente di fronte al figlio. Addirittura Bash ha poi raccontato di un episodio atroce che l'ha segnato durante l'infanzia: quando tornò a casa e trovò il suo cane agonizzante dopo aver ingerito parte dell'eroina dei genitori, e morì.
Crescendo, i suoi zii e i suoi nonni lo avvicinarono a diversi generi musicali.
Bash sogna di diventare un giocatore di basket professionista e nel College si unisce alla squadra della scuola. Dopo il primo anno, però, essendo stato cresciuto così dai genitori eroinomani, scopre che vendendo metanfetamina si possono guadagnare più soldi che giocando a basket e abbandona la scuola per coltivare questo commercio illegale. Bash si era anche slogato la caviglia più volte, allontanando il sogno di diventare un giocatore professionista come avrebbe voluto.

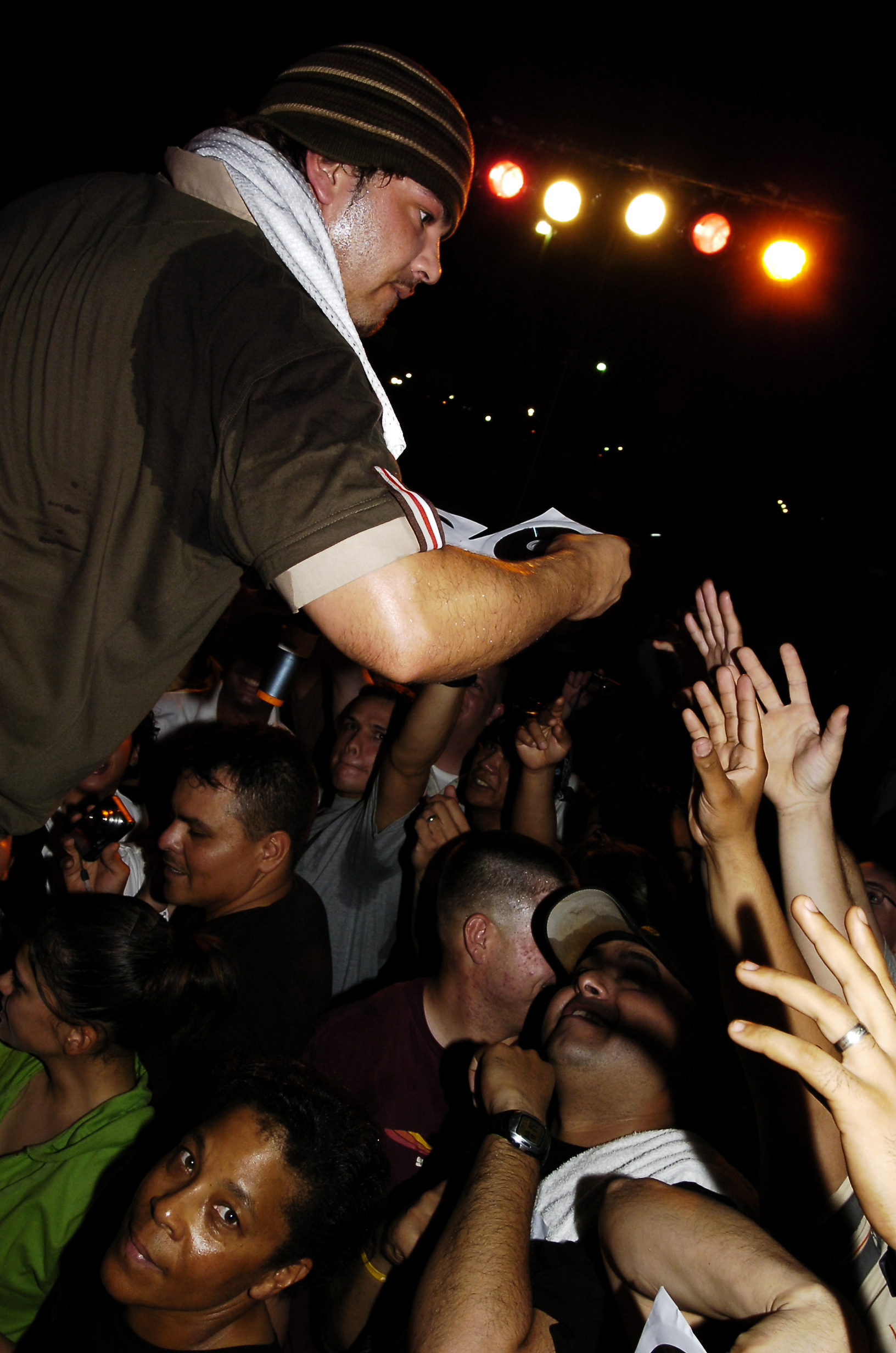
Baby Bash firma e "lancia" i suoi CD nel 2008, a Camp Arifjan, nel Kuwait.

## Carriera
La carriera di Baby Bash inizia quando si trasferisce a Houston dove incontra l'amico rapper South Park Mexican. Decide dunque di vivere qui.
Prima di iniziare la carriera solista, Baby Bash è parte dei gruppi rap "N2DEEP", "Latino Velvet" e "Potna Deuce". L'album d'esordio di Baby Bash è Savage Dreams, pubblicato con la casa discografica indipendente Dope House Records nel 2001. Egli ricevette critiche positive che attirarono l'attenzione della Universal Records, che lo fece firmare un contratto alla fine del 2001.
Nel 2003 Baby Bash pubblica il suo album in una casa discografica importante, Tha Smokin' Nephew, contenente il successo Suga Suga (su cui si è basato Robin Schulz per la sua celebre Sugar, del 2015), seguito da Super Saucy nel 2005.
Nel corso della sua carriera ha collaborato con vari artisti, tra cui E-40, T-Pain, Mac Dre, Kate Alexa e alcuni cantanti R&B come Akon, Avant e Nate Dogg.

## Vita privata
Baby Bash ha un figlio di nome Brando Rey, nato nel 2014.

### Arresto
La notte del 10 settembre 2011, Baby Bash è stato arrestato assieme al rapper Paul Wall a El Paso, per possesso di marijuana: entrambi sono stati rilasciati la stessa notte su cauzione di 300 dollari.

### Beneficenza
Nel dicembre 2010, Bash ha ottenuto un lavoro come speaker su KYLD, famosa stazione radiofonica di San Francisco; in onda, il rapper ha annunciato che avrebbe commercializzato una nuova bevanda energetica rivolta alle donne, che prende il nome dal suo singolo Go Girl: il 90% del ricavato delle vendite del prodotto è stato devoluto a vari enti di ricerca sui tumori femminili, al seno e alle ovaie.

## Discografia

### Come Baby Beesh
- 2001 – Savage Dreams
- 2002 – On Tha Cool
- 2003 – The Ultimate Cartel

### Come Baby Bash
- 2003 – Tha Smokin' Nephew - #48 U.S. (RIAA Certification: Gold). Da questo album è stato estratto il singolo Suga Suga.
- 2004 – Ménage à Trois
- 2005 – Super Saucy - #11 U.S. (RIAA Certification: Gold)
- 2007 – Cyclone
- 2011 – Bashtown
- 2013 – Unsung
- 2014 – Ronnie Rey All Day
- 2016 – Don't Panic, It's Organic

## Filmografia

### Lungometraggi
- Filly brown, regia di Youssef Delara e Michael D. Olmos (2012)[13]
- Vengeance, regia di Gil Medina (2014)[14]